# Death Before Dishonor X
Death Before Dishonor X : State of Emergency est un pay-per-view (PPV) de catch produit par la Ring of Honor (ROH), qui est disponible uniquement en ligne. Cet évènement se déroula le 15 septembre 2012 au Frontier Fieldhouse à Chicago Ridge, dans l'Illinois. C'était le 10e Death Before Dishonor de l'histoire de la ROH.

## Contexte
Les spectacles de la Ring of Honor en paiement à la séance sont constitués de matchs aux résultats prédéterminés par les scénaristes de la ROH. Ces rencontres sont justifiées par des storylines - une rivalité avec un catcheur, la plupart du temps - ou par des qualifications survenues au cours de shows précédant l'évènement. Tous les catcheurs possèdent un gimmick, c'est-à-dire qu'ils incarnent un personnage face (gentil) ou heel (méchant), qui évolue au fil des rencontres. Un pay-per-view comme Death Before Dishonor est donc un événement tournant pour les différentes storylines en cours.

## Matchs
| #                                                                | Matchs,                                                                                                  | Stipulation                                              | Durée |
| ---------------------------------------------------------------- | --- | -------------------------------------------------------- | ----- |
| Dark                                                             | Mike Sydal bat Matt Sterling                                                                             | Match simple                                             |       |
| 1                                                                | S.C.U.M. (Jimmy Jacobs & Steve Corino) battent C&C Wrestle Factory (Caprice Coleman & Cedric Alexander)  | Tag Team match                                           |       |
| 2                                                                | Tadarius Thomas bat Silas Young                                                                          | Match qualificatif pour Survival of the Fittest 2012     |       |
| 3                                                                | Kyle O'Reilly bat ACH                                                                                    | Match simple                                             |       |
| 4                                                                | Charlie Haas & Rhett Titus (avec Shelton Benjamin) battent Briscoe Brothers (Jay Briscoe & Mark Briscoe) | Tag Team match                                           |       |
| 5                                                                | Jay Lethal bat Homicide                                                                                  | Match simple                                             | 14:33 |
| 6                                                                | The House of Truth (Michael Elgin & Roderick Strong) battent Irish Airborne (Jake Crist & Dave Crist)    | Tag Team match                                           | 8:44  |
| 7                                                                | Adam Cole (c) bat Mike Mondo                                                                             | Match simple pour le ROH World Television Championship   | 19:30 |
| 8                                                                | S.C.U.M. (Jimmy Jacobs & Steve Corino) (c) battent Charlie Haas & Rhett Titus (avec Shelton Benjamin)    | Tag Team match pour le ROH World Tag Team Championship   |       |
| 9                                                                | Kevin Steen (c) bat Rhino                                                                                | No Disqualification match pour le ROH World Championship | 16:18 |
| (c) désigne le(s) champion(s) défendant son titre dans le match. | |                                                          |       |